# Über naive und sentimentalische Dichtung
Über naive und sentimentalische Dichtung ist eine dichtungstheoretische Abhandlung von Friedrich Schiller aus dem Jahre 1795. In ihr beschreibt Schiller verschiedene Typen dichterischen Weltverhältnisses.
Die Schrift ist eingebettet in eine Geschichtsphilosophie (Natur – Kultur – Ideal) und Kulturkritik. Die Gegenwart, das Stadium der Kultur, wird als kritisch und überwindenswert dargestellt. Wie in den Ästhetischen Briefen kreisen Schillers Überlegungen um die Frage, ob in der Kunst ein Potential zur Überwindung des Ganzheitlichkeitsverlusts und der Naturwidrigkeit des gegenwärtigen Zeitalters bereitliegt. Den angestrebten Zustand nennt Schiller „Ideal“. Die Instanzen, in denen es zur Darstellung gelangt, sind die „Natur“ in der Form des „Naiven“ und die „sentimentalische“ Dichtung.
Im Fortgang der Schrift zeigt sich, dass das Naive in der Gegenwart nicht wiederholbar ist – eigentlich ist es selbst schon eine Projektion des sentimentalischen Bewusstseins –, auf der anderen Seite die sentimentalische Dichtung unter den schwierigen Bedingungen der Gegenwart letztlich nicht gelingen kann. Dies gilt für alle drei Unterarten der sentimentalischen Dichtung – Satire, Elegie und Idylle. Selbst die Idylle, die den „Vorschein“ des Ideals leisten könnte, scheitert daran, dass in ihrer konkreten Darstellung „die Wirklichkeit mit ihren Schranken und die Kultur mit ihrer Künstelei“ zutage tritt. Sie kann die Abweichung zwischen Ideal und Wirklichkeit nicht aufheben, sondern nur reproduzieren.

## Beispiel
Der naive Dichter, etwa Homer, ist nach Schiller wie das Kind und der antike Mensch überhaupt „einig mit sich selbst und glücklich im Gefühl seiner Menschheit“; dagegen sind „wir“ – die modernen Menschen und sentimentalischen Dichter – „uneinig mit uns selbst und unglücklich in unsern Erfahrungen von Menschheit“. Unser Gefühl
[…] ist also nicht das, was die Alten hatten; es ist vielmehr einerlei mit demjenigen, welches wir für die Alten haben. Sie empfanden natürlich; wir empfinden das Natürliche. Es war ohne Zweifel ein ganz anderes Gefühl, was Homers Seele füllte, als er seinen göttlichen Sauhirt den Ulysses bewirten ließ, als was die Seele des jungen Werthers bewegte, da er nach einer lästigen Gesellschaft diesen Gesang las. Unser Gefühl für Natur gleicht der Empfindung des Kranken für die Gesundheit.

## Werk im Volltext
- Friedrich Schiller: Über naive und sentimentalische Dichtung. In: Die Horen, 1795/96.
  - [Tl. 1:] Über das Naive. In: Die Horen 1795, 11. St., T. VIII., S. 43–76. (Digitalisat und Volltext im Deutschen Textarchiv).
  - [Tl. 2:] Die sentimentalischen Dichter. In: Die Horen 1795, 12. St., T. I., S. 1–55. (Digitalisat und Volltext im Deutschen Textarchiv).
  - [Tl. 3:] Beschluß der Abhandlung über naive und sentimentalische Dichter. In: Die Horen 1796, 1. St., T. VII., S. 75–122. (Digitalisat und Volltext im Deutschen Textarchiv).
- Über naive und sentimentalische Dichtung im Projekt Gutenberg-DE
- Über naive und sentimentalische Dichtung bei Zeno.org.
- Wissen im Netz - Über naive und sentimentalische Dichtung